# César Mac Karthy
César Mac Karthy (Dolavon, 13 de julio de 1939) es un abogado y político argentino, perteneciente al Partido Justicialista. Se ha desempeñado como intendente de Trelew, diputado nacional y senador nacional por la provincia del Chubut, y como Secretario de Energía de la Nación.

## Biografía
Nacido en Dolavon (Chubut), estudió abogacía en la Facultad de Derecho de la Universidad de Buenos Aires.
Mientras estudiaba en el Colegio Nacional de Trelew, organizó la Unión de Estudiantes Secundarios (UES) local. Posteriormente estudiando en Buenos Aires integró el Movimiento Sindicalista Universitario (MSU) de la Facultad de Derecho entre 1957 y 1961, y la Confederación General Universitaria, siendo su secretario general en 1961.
En 1962 fue candidato a diputado provincial en Chubut, siendo dichas elecciones anuladas. Miembro del Partido Justicialista (PJ), en la estructura del peronismo provincial ocupó el cargo de presidente del PJ en varios períodos. A nivel nacional, integró el Consejo Nacional (1988-1996), el Tribunal de Disciplina, la Comisión Federal de Energía y la titularidad de la Secretaría de Relaciones Parlamentarias del Partido Justicialista.
Durante el tercer peronismo, se desempeñó como intendente de Trelew desde el 25 de mayo de 1973 hasta el golpe de Estado del 24 de marzo de 1976. En 1983 fue precandidato a gobernador del Chubut y congresal del PJ chubutense. Luego fue asesor en la Legislatura provincial y en 1985 fue elegido diputado nacional, ocupando una banca hasta 1989. Allí integró la comisión de Energía y Combustibles.
En 1989 fue elegido senador nacional por Chubut, concluyendo su mandato en 1998. Allí presidió la Comisión de Combustible. En noviembre de 1998, el presidente Carlos Menem lo designó Secretario de Energía de la Nación, hasta el final de su presidencia en 1999. Mientras desempeñaba el cargo, el Estado Argentino vendió sus últimas acciones de la petrolera estatal Yacimientos Petrolíferos Fiscales, culminando con el proceso de privatización iniciado en 1993 y dando lugar a la creación de Repsol YPF.
En 2012 fue designado director del Banco del Chubut, mediante la eliminación de un inciso del estatuto del banco provincial.
Uno de sus dos hijos, Gustavo, fue también intendente de Trelew y se desempeñó como vicegobernador del Chubut.